# Cezary Gmyz
Cezary Franciszek Gmyz (ur. 24 maja 1967 we Wrocławiu) – polski dziennikarz, publicysta, w latach 2007–2012 dziennikarz dziennika „Rzeczpospolita”, w latach 2013–2016 i ponownie od 2024 dziennikarz i publicysta Telewizji Republika. Od 2013 dziennikarz tygodnika „Do Rzeczy”, w latach 2016–2023 korespondent TVP w Niemczech.

## Życiorys
Jego ojciec był górnikiem. W dzieciństwie mieszkał w Wałbrzychu, Lubinie oraz Wrocławiu, gdzie ukończył IV Liceum Ogólnokształcące im. Stefana Żeromskiego. Od 1986 studiował teatrologię na Wydziale Wiedzy o Teatrze Państwowej Wyższej Szkoły Teatralnej im. Aleksandra Zelwerowicza w Warszawie, uzyskując absolutorium. Podczas studiów został wiceprzewodniczącym komisji uczelnianej Niezależnego Zrzeszenia Studentów na tej uczelni.
Po studiach był krótko pracownikiem Ministerstwa Kultury. Od 1990 dziennikarz prasowy i telewizyjny. Pracował w „Życiu Warszawy”, „Życiu”, Redakcji Ekumenicznej TVP, programie informacyjnym Czasy, „Dzienniku Polska-Europa-Świat”. Od 2003 do 2007 był dziennikarzem tygodnika „Wprost” (od kwietnia 2006 do stycznia 2007 szef działu krajowego, później szef działu historia). Od czerwca 2007 do listopada 2012 był reporterem działu krajowego „Rzeczpospolitej”. Po opublikowaniu artykułu Trotyl na wraku tupolewa, który ukazał się w „Rzeczpospolitej” 30 października 2012, został dyscyplinarnie zwolniony przez Zarząd i Radę Nadzorczą spółki Presspublica. W latach 2011–2012 był dziennikarzem tygodnika „Uważam Rze”. Został publicystą na portalach internetowych Niezalezna.pl, „Gazety Polskiej”. Od stycznia 2013 dziennikarz tygodnika „Do Rzeczy”.
Specjalizuje się w dziennikarstwie śledczym oraz w tematyce religijnej, politycznej oraz historycznej. Publikował teksty śledcze dotyczące afery Art-B, afery hazardowej (jego artykuł ujawnił sprawę), komunistycznych szpiegów w Watykanie (w tym Tomasza Turowskiego), powstania w getcie warszawskim, Ericha Kocha, w 2015 ujawnił jedną z rozmów z tzw. afery podsłuchowej.
W 2003 był stypendystą niemieckiej Fundacji Roberta Boscha w Berlinie. Jest wiceprezesem fundacji Medientandem, zajmującej się polsko-niemiecką współpracą dziennikarską i programem stypendialnym dla dziennikarzy z krajów niemieckojęzycznych.
Był delegatem świeckim Parafii Ewangelicko-Augsburskiej Wniebowstąpienia Pańskiego w Warszawie na
Synod diecezji warszawskiej Kościoła Ewangelicko-Augsburskiego i delegatem tejże diecezji na Synod Kościoła XIII kadencji (członek Komisji ds. środków masowego przekazu i Komisji ds. prawnych).

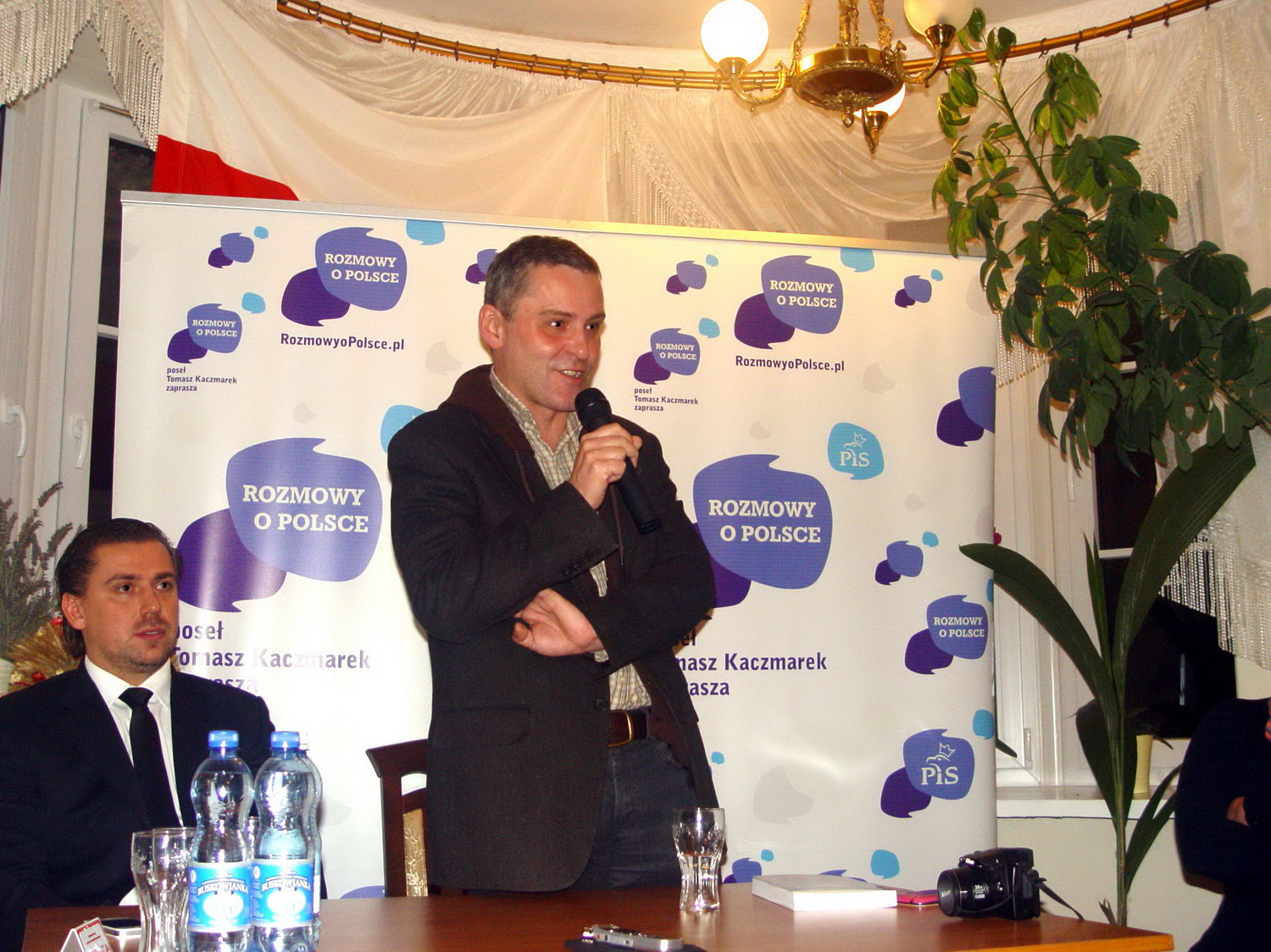
Tomasz Kaczmarek i Cezary Gmyz (2013)

W styczniu 2013 zasiadł w składzie Rady Nadzorczej Telewizja Niezależna S.A., zarządzającej stacją Telewizja Republika. Został autorem programu kulinarnego Kuchnia Polska na antenie tej stacji, a od września audycji pt. Z filmoteki bezpieki prezentującej archiwalne materiały IPN dotyczące Służby Bezpieczeństwa. Od 1 lipca 2013 zasiadł w składzie Rady Nadzorczej Telewizja Republika S.A., zarządzającej stacją Telewizja Republika.
1 marca 2013 Sąd Okręgowy w Warszawie wydał wyrok w przedmiocie powództwa Cezarego Gmyza przeciw obecnemu redaktorowi naczelnemu dziennika „Rzeczpospolita” Bogusławowi Chrabocie, w którym w całości uwzględnił powództwo oraz zobowiązał do opublikowania sprostowania w dzienniku „Rzeczpospolita”.
W kwietniu 2013 nakładem Wydawnictwa Fronda ukazała się książka pt. Zawód: dziennikarz śledczy – jest to wywiad rzeka z Cezarym Gmyzem, przeprowadzony przez Piotra Goćka.
W grudniu 2013 Sąd Okręgowy w Warszawie prawomocnie uniewinnił dziennikarza w sprawie karnej z oskarżenia byłego szefa ABW Krzysztofa Bondaryka z powodu artykułu Szef ABW i kłopoty jego brata opublikowanego w dzienniku „Rzeczpospolita”.
28 stycznia 2016 wspólnie z Anitą Gargas otrzymał honorowe wyróżnienie w ramach „Nagrody Watergate” za rok 2015, przyznane przez Stowarzyszenie Dziennikarzy Polskich za materiał Taśmy trzeciej władzy – sędziowskie układy, wyemitowany 10 grudnia 2014 w audycji „Zadanie specjalne” na antenie Telewizji Republika.
We wrześniu 2016 odszedł z Telewizji Republika, zostając korespondentem TVP w Niemczech i pełniąc tę funkcję do 20 grudnia 2023. Od 2024 jest stałym komentatorem w programie publicystycznym #Jedziemy. MIchał Rachoń, emitowanym w Telewizji Republika, w której od czerwca tego samego roku został również jej dziennikarzem śledczym.

## Życie prywatne
Ma siostrę bliźniaczkę Justynę. Żonaty z Elżbietą Wrotnowską-Gmyz, dyrektorką Instytutu Teatralnego im. Zbigniewa Raszewskiego. Mają syna Michała i córkę Karolinę. Jest członkiem Kościoła Ewangelicko-Augsburskiego.

## Publikacje
- Zawód: dziennikarz śledczy. Warszawa: Fronda, 2013. ISBN 978-83-62268-27-6. Brak numerów stron w książce
- Co nam Gmyz zgotował? – Przepisy ze szczyptą ... Warszawa: Editions Spotkania, 2016. ISBN 978-83-7965-132-0. Brak numerów stron w książce